# Natalja Sadova
Natalja Ivanovna Sadova (Russisch: Наталья Ивановна Садова), geboren als Koptjoech, (Gorki, 15 juli 1972) is een Russische discuswerpster. Ze werd olympisch kampioene en meervoudig Russisch kampioene in deze discipline. Ze nam viermaal deel aan de Olympische Spelen en won hierbij een gouden en een zilveren medaille.

## Loopbaan
Haar eerste succes boekte Sadova in 1994 door op de Europese kampioenschappen voor neo-senioren een gouden medaille bij het discuswerpen. Een jaar later werd ze voor de eerste maal Russisch kampioene in deze discipline en hierna zouden nog vele nationale titels volgen.
Op de Olympische Spelen van 2004 in Athene leverde Natalja Sadova de grootste prestatie van haar atletiekcarrière door olympisch goud te behalen. Met een beste poging van 67,02 m versloeg ze de Griekse Anastasía Kelesídou (zilver; 66,68) en de Wit-Russische Iryna Jatsjanka (brons; 66,17). Achter jaar eerder keerde ze op de Olympische Spelen van 1996 in Atlanta met olympisch zilver naar huis.
Aanvankelijk won Sadova ook goud op de wereldkampioenschappen in 2001, maar deze medaille werd haar afgenomen, nadat bij een positieve dopingtest een niet toegestane hoeveelheid cafeïne werd aangetroffen. Deze schorsing werd later ongedaan gemaakt, maar in mei 2006 werd ze opnieuw geschorst, ditmaal voor anabole steroïde. De schorsing liep van 7 juli 2006 tot 6 juli 2008.

## Titels
- Olympisch kampioene discuswerpen - 2004
- Russisch kampioene discuswerpen - 1995, 1996, 1999, 2000, 2001, 2003, 2004, 2005, 2006
- Europees kampioene U23 - 1994

## Persoonlijke records
| onderdeel    | prestatie | datum        | plaats       |
| ------------ | --------- | ------------ | ------------ |
| discuswerpen | 70,02 m   | 23 juni 1999 | Thessaloniki |
| kogelstoten  | 14,21 m   | 1999         |              |

## Palmares

### discuswerpen
- 1994:  Europacup U23 - 60,56 m
- 1995:  Europacup - 66,86 m
- 1995:  Universiade - 62,92 m
- 1995: 5e WK - 62,60 m
- 1996:  OS - 66,48 m
- 1997:  Europacup - 67,72 m
- 1997:  Universiade - 67,02 m
- 1997:  WK - 65,14 m
- 1998:  Wereldbeker - 64,38 m
- 1998:  Europacup - 64,18 m
- 1998:  EK - 66,94 m
- 1998:  IAAF Grand Prix Finale - 68,50 m
- 1998:  Goodwill Games - 65,80 m
- 1999:  Europacup - 66,84 m
- 1999: 4e WK - 64,98 m
- 2001:  Goodwill Games - 64,11 m
- 2001:  Europacup - 63,77 m
- 2002:  Wereldbeker - 61,30 m
- 2002:  EK - 64,12 m
- 2002:  Europacup - 65,91 m
- 2002:  IAAF Grand Prix Finale - 65,79 m
- 2003:  Europacup - 61,59 m
- 2003: 6e WK - 65,22
- 2004:  Europese wintercup - 60,28 m
- 2004:  Wereldatletiekfinale - 65,57 m
- 2004:  OS - 67,02 m
- 2005:  WK - 64,33 m
- 2005:  Europese wintercup - 61,74 m
- 2005:  Wereldatletiekfinale - 63,40 m
- 2005:  ISTAF – 64,20 m
- 2009: 7e WK - 61,78 m
- 2010: 4e EK - 61,20 m